# Ostiano

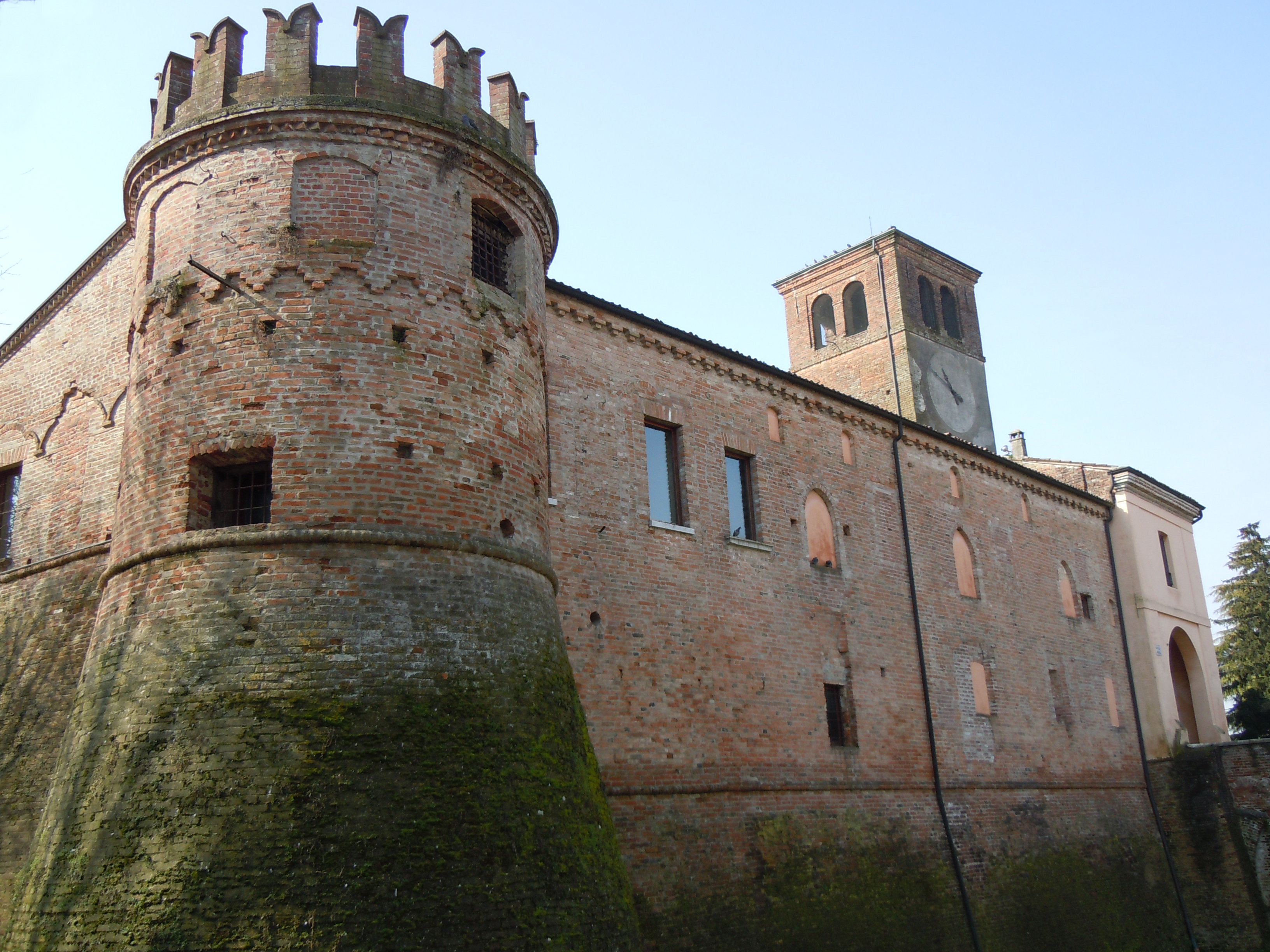
Das Kastell der Gonzaga in Ostiano

Ostiano ist eine norditalienische Gemeinde (comune) mit 2772 Einwohnern (Stand 31. Dezember 2023) in der Provinz Cremona in der Lombardei. Die Gemeinde liegt etwa 22 Kilometer nordöstlich von Cremona am Oglio. Ostiano grenzt unmittelbar an die Provinz Brescia und ist Teil des Parco dell'Oglio Sud.

## Persönlichkeiten
- Bartolomeo Manfredi (1582–1622), Maler, wohl in Ostiano (oder Mantua) geboren